# Rambaldo (vescovo di Firenze)
Rambaldo (... – post 964) è stato un vescovo italiano, vescovo di Firenze nel X secolo, per 34 anni, dal 930 al luglio 964.

## Biografia
Durante il suo vescovado, per altro abbastanza ben documentato per il periodo in questione, ci sono pervenuti infatti molti atti di locazione livellaria. 
Ebbe dei contrasti sui confini della sua giurisdizione con l'imperatore Ottone I, al termine dei quali ebbe la cessione della pieve di Signa a suo favore. Durante il suo episcopato venne registrata la prima menzione della chiesa di Santa Maria Maggiore.
Viene ricordato nei documenti come dilapidatore di molti dei beni episcopali.